# Splendour in the Grass
Splendour in the Grass es un festival de música que se celebra anualmente en julio en Belongil Fields, a las afueras de Byron Bay, Nueva Gales del Sur, Australia. Promovido por Village Sounds y Secret Service, el festival comenzó en 2001 como un evento de un día, pero se le añadió un día más al año siguiente. El título del festival fue cogido del poeta inglés William Wordsworth y su obra “Oda: Indicios de Inmortalidad”. 
Con una capacidad actual de 30.000 personas, Splendour in the Grass es considerado generalmente el festival de invierno de música más importante del país, y, ya que no recorre ciudad por ciudad, atrae a un gran número de visitantes interestatales. 

## Venta de entradas
El festival de 2005 agotó sus 14.000 entradas en un tiempo récord de 26 horas. Poco después de que éstas se agotaran, las entradas del festival que inicialmente costaban 125 $ se ofrecían en eBay a precios que ascendían hasta los 3.000 $. 
Los abogados de la organización del festival, respondieron con el envío de cartas de cese y suspensión para eBay y algunos revendedores de 150 entradas, citando un incumplimiento de las condiciones de venta. Sin embargo, eBay rechazó bloquear la subasta de entradas, reclamando que era la responsabilidad de los vendedores asegurar que ellos tienen la habilidad y el derecho de vender productos. La cadena de radio Triple J animó a sus oyentes a sabotear el proceso de subasta y los fanes descontentos respondieron realizando ofertas falsas de hasta 10 000 $ por entrada en protesta por la reventa.
Después de mucha atención por parte de los medios, el departamento encargado de mantener las normas comerciales establecidas en Nueva Gales del Sur, Department of Fair Trading, se vio involucrado en el asunto y se reunió con los representantes de eBay. El que para aquel entonces era su Ministro, John Hatzistergos, instruyó a este departamento para que investigara la reventa de entradas y determinara si los revendedores violaban la ley que regula las normas comerciales en Australia, Fair Trading Act. Los promotores del festival esperan que la investigación tenga como resultado cambios en la venta de entradas con la introducción de la legislación en contra de la reventa. 
Como respuesta a los eventos del 2005, los organizadores cambiaron el sistema de ventas para el festival del 2006 con la esperanza de evitar la reventa. Un movimiento sin precedentes en el que se requirió a los usuarios que registraran su nombre y fecha de nacimiento en el momento de la compra. Estos datos se imprimían en las entradas, las cuales tenían que ser presentadas junto a una identificación válida para poder acceder al festival. Las entradas para el festival del 2006 salieron a la venta el lunes 15 de mayo de 2006 a las 9:00 de la mañana. Todas las entradas de la acampada para el fin de semana se vendieron en tres horas, y las de admisión general en 48 horas. El festival del 2006 tuvo lugar el fin de semana del 22-23 de julio.
Las entradas del festival del 2007 se agotaron a las 2:25 de la tarde del primer día, aproximadamente 5 horas y 25 minutos después de que salieran a la venta.
El festival del 2008 decepcionó a los asistentes debido a las dificultades para obtener las entradas a través del servidor de entradas Qjump, lo que resultó en que mucha gente se quedara sin ellas a pesar de haber esperado varias horas. [cita requerida]
Qjump hizo pública más tarde una disculpa en el foro del festival, diciendo: «Nos gustaría disculparnos sinceramente a todas aquellas personas afectadas por los problemas experimentados con la venta online de las entradas de Splendour in the Grass. Entendemos y reconocemos el momento de frustración que han sufrido muchos de los fans de Splendour. Desafortunadamente, una emisión con la pasarela de pagos del banco impidió que algunos clientes que habían hecho cola con éxito completaran la compra de sus entradas. Nuestro equipo ha estado trabajando día y noche para responder a todos y cada uno de los correos electrónicos y llamadas. Esperamos que podáis tener paciencia mientras llevamos a cabo este proceso. La demanda de entradas superó con creces la oferta, con más de 70 000 personas intentando comprar 17 500 entradas y para muchas personas los problemas que se encontraron con la cola y la pasarela de pagos significó que se les hizo esperar durante varias horas solo para después perdérselo. Por eso lo lamentamos mucho».

## Festival 2009
El 31 de julio de 2008, el distrito de Byron tomó medidas para aprobar la solicitud de permiso de los organizadores de Splendour in the Grass para celebrar en 2009 un evento único, de prueba, en Yelgun, un pueblo situado al norte de Byron Bay.
Ese permiso fue todo un desafío en el tribunal con jurisdicción sobre asuntos medioambientales en NGS, Land and Environment Court of New South Wales, para un grupo de residentes y ecologistas y para el organismo, Environmental Defenders Office of NSW, que proporciona consejo y representación legal sobre asuntos medioambientales en NGS. El Presidente de este tribunal, el juez Brian Preston, dictaminó que el distrito de Byron había excedido sus poderes garantizando el permiso de la celebración de tal evento donde el terreno incluía partes divididas por zonas protegidas. El permiso de celebración quedó invalidado por el dictamen del juez, prohibiendo que el festival tuviera lugar en el nuevo terreno de Yelgun.
Como consecuencia, en 2009 el festival permaneció en el recinto de Belongil.